# Wierzbno (metropolitana di Varsavia)
Wierzbno (nome ufficiale: A8 Wierzbno) è una stazione della linea M1 della metropolitana di Varsavia. È stata inaugurata nel 1995.